# Ximena Peña
Ximena del Rocío Peña Pacheco (Cuenca, 11 de febrero de 1976) es una administradora y política ecuatoriana. Ha fungido como asambleísta por el partido político Alianza PAÍS y candidata presidencial en las Elecciones presidenciales de Ecuador de 2021 por la misma tienda política.

## Biografía
Estudió administración y obtuvo un máster en Administración de Empresas en la Universidad Bernard Baruch de Nueva York. Posee también un título de nivel tecnológico como Asociada en Ciencia por la Universidad Comunitaria de La Guardia en Nueva York. Regresó en 2008 para militar en Alianza País. 

### Vida política

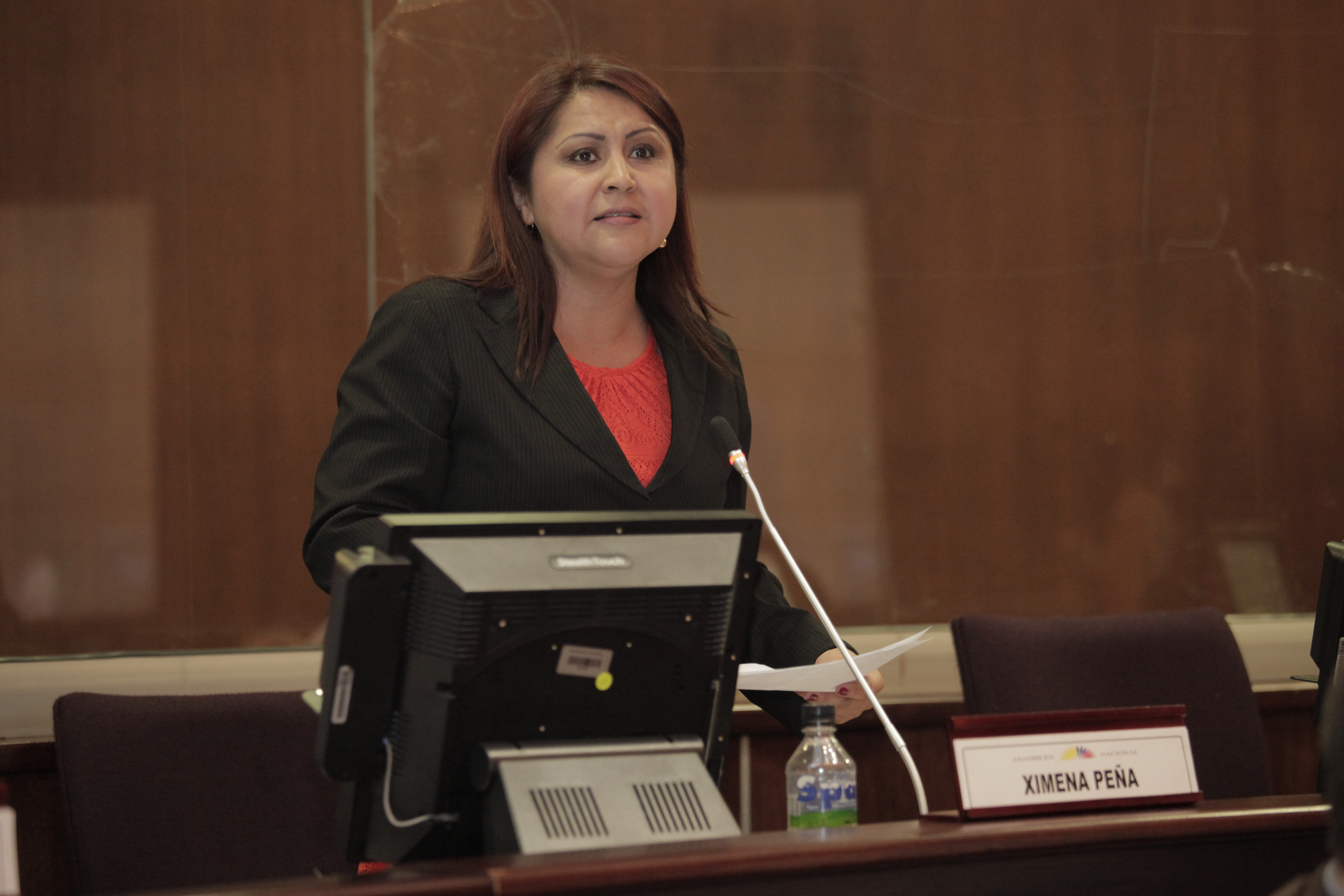
Peña en un pleno de la Asamblea.

Obtuvo una curul como asambleísta de Alianza PAIS en 2013 por la circunscripción electoral a nivel internacional, específicamente por Estados Unidos y Canadá, y para las elecciones legislativas de 2017 volvió a presentar su candidatura y mantuvo su posición. En mayo de 2019 llegó a ser presidenta de la comisión de Justicia y Estructura del Estado en la Asamblea Nacional. Lideró el grupo parlamentario por los Derechos de las Personas en Movilidad Humana. Fue coordinadora del bloque legislativo de su partido en la asamblea durante el tercer período legislativo de la Asamblea Nacional, cargo al que renunció en julio de 2020.
Tras una convención nacional de la tienda política resultó elegida como candidata a la presidencia para las elecciones presidenciales de 2021, y fue inscrita ante el Consejo Nacional Electoral como el binomio oficialista junto a Patricio Barriga, quien fue secretario de Comunicación durante el gobierno de Rafael Correa. Esto también la confirmó como la única mujer postulante a la presidencia en estas elecciones.